# Piotr Piechowiak
Piotr Piechowiak (ur. 21 września 1981 w Sulechowie) – polski kulturysta, strongman, trener personalny i freak fighter.

## Kariera kulturysty oraz strongmana
W wieku 15 lat zainteresował się kulturystyką. Po trzech latach treningów wystąpił na swoim pierwszym turnieju. Były to Mistrzostwa Województwa Lubuskiego w Nowej Soli. Debiutancki występ Piechowiaka zakończył się złotym medalem. Po pierwszym i udanym występie w kulturystyce juniorów postanowił nadal próbować swoich sił w sportach sylwetkowych. W 2001 zajął 3. lokatę podczas ogólnopolskiego konkursu "Herkules". Następnie zaliczył start w mistrzostwach Polski, gdzie zyskał miano podwójnego wicemistrza kraju w kategoriach +70 kg i Open. Dzięki swoim sukcesom poznał Ireneusza Kurasia, który namówił go do udziału w zawodach Strongman. Piechowiak jako siłacz występował około 6 lat. W czasie kariery dwukrotnie zyskał miano wicemistrza Polski (2005/2006), zajął 1. miejsce podczas Pucharu Europy (2007), a także reprezentował Polskę na mistrzostwach świata w Chinach (2007), gdzie zajął 8. pozycję na 16 startujących zawodników.
W kwietniu 2023 wziął udział w zawodach kulturystycznych Invictus Cup IFBB Pro Italy i ukończył je z dwoma złotymi medalami. Piechowiak był najlepszy w kategorii +102 kg oraz master +40. Po zawodach ogłosił na Instagramie, że kończy z zawodową kulturystyką.

## Osiągnięcia[3][4]

### Kulturystyka junior
- 1999: Kulturystyka junior – 1 miejsce w Mistrzostwach Województwa Lubuskiego w Kulturystyce Nowa Sól
- 2001: 3 miejsce w Zawodach Kulturystycznych Herkulesa 2001 Kunice
- 2001: 2 miejsce open w Mistrzostwach w Zielonej Górze
- 2001: 2 miejsce +70 kg w Mistrzostwach Polski

### Kulturystyka
- 2013: 3 miejsce w Ogólnopolskich Zawodach Śląska w Kulturystyce i Fitness Żory

- 2013: 2 miejsce na Mistrzostwach Polski w Kulturystyce i Fitness w Mińsku Mazowieckim, kategoria do 95 kg
- 2014: 3 miejsce Mistrzostwa Polski do 100kg
- 2015: Mistrz Polski w kulturystyce -bodybuilding +100 kg
- 2016: Mistrz Polski w kulturystyce- bodybuilding +100 kg
- 2017: 3 miejsce Diamond Cup Portugalia
- 2018: Mistrz Polski +100kg
- 2018: Mistrz Europy Pary- Santa Suzana Hiszpania
- 2019: 1 miejsce Diamond Cup Grecja
- 2019: 2 miejsce Diamond Cup Malta
- 2019: Zdobywca karty ELITE PRO zawodowego kulturysty
- 2022: Mistrz Polski w kulturystyce WBBFWFF
- 2022: Zdobywca Pucharu świata w kulturystyce WBBFWFF
- 2022: Mistrz Budybuilding&Powerlifting kat +90kg oraz overall
- 2023: Mistrz Niemiec Monachium Masters +90kg
- 2023: Mistrz Hollandii BeNeLux +102kg oraz Overall
- 2023: Mistrz Włoch +102kg oraz Masters- Bolonia

### Strongman
- 2004: 1 miejsce na Zawodach o Puchar Gryzzli Team
- 2004: 3 miejsce na Ogólnopolskich Zawodach w Skawinie.
- 2005: 1 miejsce na Zawodach o Puchar Gryzzli Team
- 2005: 3 miejsce na Zawodach w Zielonej Górze
- 2005: 3 miejsce w Mistrzostwach Dolnego Śląska i Zawodach o Puchar Gryzzli Team – Ścinawa
- 2005: 1 miejsce w Pucharze Keipera
- 2005: 2 miejsce na Mistrzostwach Polski 2005 r. kategoria do 105 kg
- 2005: 2 miejsce w Pucharze Polski Turek 2005 r. kategoria do 105 kg
- 2006: 2 miejsce na Mistrzostwach Polski 2006 r. kategoria do 105 kg
- 2006: 4 miejsce na Mistrzostwach Myśliborza
- 2006: 2 miejsce w Pucharze Polski Śrem 2006 r. kategoria do 105 kg
- 2007: 1 miejsce w Pucharze Europy Gniezno 2007 r. kategoria do 105 kg
- 2007: 8 miejsce na 16 startujących w Mistrzostwach Świata Chiny
- 2007: 2 miejsce open na Zawodach Najsilniejszy Człowiek Tarnowo Podgórne
- 2007: 5 miejsce open na Zawodach w Brudzewie
- 2008: 3 miejsce open Pojedynek Gigantów Tury
- 2008: 4 miejsce open na Zawodach Zawodowców w Gliwicach
- 2008: 2 miejsce open na Zawodach w Pyskowicach
- 2009: 2 miejsce open Puchar Frankensteina w Ząbkowicach Śląskich
- 2009: 2 miejsce open na Zawodach w Lędzinach
- 2009: 4 miejsce open na Zawodach Żyrardów
- 2010: 1 miejsce open na Mistrzostwach Sulechowa
- 2010: 4 miejsce open na Mistrzostwach Olsztyna

## Walki freak fight
26 października 2019 podczas trwającej gali Fame MMA 5 w Gdańsku, wyzwał na pojedynek boksera Marcina Najmana, który w walce wieczoru tego wydarzenia pokonał rapera Piotra Witczaka. Najman zaakceptował to wyzwanie. 28 marca 2020 na następnej gali zorganizowanej przez freakową federację Fame MMA znokautował technicznie Najmana w pierwszej rundzie. Dla Piechowiaka był to debiut na zasadach MMA.
21 listopada 2020 w Łodzi podczas gali Fame 8 zmierzył się z byłym hokeistą, Piotrem Szeligą. Piechowiak zwyciężył swój drugi pojedynek, poddając rywala duszeniem zza pleców w trzeciej rundzie.
20 listopada 2021 na gali Fame 12 zmierzył się ze strongmenem Krzysztofem „Radzikiem" Radzikowskim. Po 9 minutach walki zwyciężył jednogłośną decyzją sędziowską.
We września 2023 freakowa federacja Clout MMA ogłosiła Piechowiaka ich nowym zawodnikiem, który zawalczy z Bobem Sappem 28 października podczas gali Clout MMA 2. Niedługo później federacja poinformowała fanów, że pojedynek zostanie przełożony na galę Clout MMA 3 przez problemy Amerykanina. Na wspomnianym wydarzeniu do polsko-amerykańskiego starcia nie doszło z nieznanych przyczyn. Piechowiak ostateczny debiut dla Clout MMA stoczył 9 marca 2024. Jego rywalem był bardziej doświadczony w walkach youtuber, Sebastian Nowak. „Bestia” mimo dwóch wygranych rund ostatecznie przegrał przez techniczny nokaut w trzeciej odsłonie.

## Lista walk w MMA
| Wynik     | Bilans | Przeciwnik (bilans przed walką) | Rozstrzygnięcie                  | Runda | Czas | Rozgrywki                            | Data       | Miejsce      | Uwagi        |
| --------- | ------ | ------------------------------- | -------------------------------- | ----- | ---- | ------------------------------------ | ---------- | ------------ | ------------ |
| Przegrana | 3-1    | Sebastian Nowak (5-1. 1NC)      | TKO (ciosy pięściami w parterze) | 3     | 1:30 | Clout MMA 4: Lexy vs. Linkimaster    | 09.03.2024 | Łódź         |              |
| Wygrana   | 3-0    | Krzysztof Radzikowski (0-0)     | Decyzja (jednogłośna)            | 3     | 3:00 | Fame 12: Don Kasjo vs. Polish Zombie | 20.11.2021 | Gdańsk/Sopot |              |
| Wygrana   | 2-0    | Piotr Szeliga (1-0)             | Poddanie (duszenie zza pleców)   | 3     | 1:16 | Fame 8: Dubiel vs. Blonsky           | 21.11.2020 | Łódź         |              |
| Wygrana   | 1-0    | Marcin Najman (2-4)             | TKO (ciosy pięściami w parterze) | 1     | 1:37 | Fame MMA 6: Zusje vs. Linkimaster    | 28.03.2020 | Nieporaz     | Debiut w MMA |

## Życie prywatne
Jego żoną jest Marietta Hajduła-Piechowiak (radca prawny, kandydatka na radną Sulechowa ze Stowarzyszenia Praworządny Sulechów). Posiada swoją siłownię „Pietrek Gym” w Sulechowie.

## Kariera muzyczna
24 października 2019 wraz z producentem muzycznym L-Pro, wydał utwór zatytułowany „Jestem bestią”. Utwór na serwisie YouTube zgromadził ponad 645 000 tys. wyświetleń.
17 listopada 2019 z L-Pro, trenerem Tomaszem Stasiakiem oraz menadżerem Nikodemem Zatowką wydał utwór pod tytułem „Moi ludzie ze mną", który był reprezentowany przez skład Bestia Team.
6 stycznia 2020 ponownie z L-Pro oraz ze składem Bestia Team wydał drugi utwór pt. „Bądź sobą".
1 czerwca 2020 wziął udział w akcji #hot16challenge2, promującej zbiórkę funduszy na rzecz personelu medycznego, nagrywając krótki utwór pod bitem L-Pro.
16 maja 2021 z L-Pro nagrał drugą część utworu „Jestem bestią”.